# Westernhausen
Westernhausen is een plaats in de Duitse gemeente Schöntal, deelstaat Baden-Württemberg, en telt 1153 inwoners (2006).